# John Starks
John Levell Starks (* 10. August 1965 in Tulsa, Oklahoma, USA) ist ein ehemaliger Basketballspieler. Der 1,96 m große Shooting Guard spielte von 1988 bis 2002 für vier verschiedene Teams in der NBA.

## Karriere

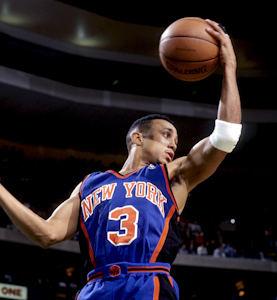
John Starks im Trikot der New York Knicks (1996)

John Starks begann seine Karriere als Spieler für verschiedene Community Colleges. Nach seiner Collegezeit an der Oklahoma State University wurde er nicht gedraftet, sondern als Free Agent verpflichtet.
Seine NBA-Karriere begann er 1988 bei den Golden State Warriors. In seiner ersten Saison spielte er nur 36 Mal, wobei er durchschnittliche 8,8 Minuten eingesetzt wurde. Er wurde nicht für die Playoffs nominiert und sein Vertrag wurde nicht verlängert. Die 1989/90er Saison spielte er in der CBA für die Cedar Rapids Silver Bullets. Er wurde ins Allstar-Team der CBA gewählt. Die nächste Saison begann er beim WBL-Team Memphis Rockers. Noch vor Beginn der NBA-Saison wurde er von den New York Knicks verpflichtet.
Im Gegensatz zu seiner Zeit bei den Warriors konnte sich Starks bei den Knicks durchsetzen, da nicht nur die Fans, sondern auch der damalige Headcoach Pat Riley sein Kämpferherz honorierten. Er spielte dort die nächsten acht Jahre und erlebte dabei die erfolgreichste Zeit seiner Karriere. Bereits im ersten Jahr kam er als Ersatz für Gerald Wilkins zu 61 Einsätzen mit durchschnittlich 19,2 Minuten. In seiner zweiten Saison machte er alle 82 Spiele mit durchschnittlich 25,8 Minuten und ab der dritten Saison stand er regelmäßig in der Startaufstellung. In der Saison 1992/1993 waren die Knicks vor den Playoffs das beste Team der Eastern Conference. Starks hatte daran einen entscheidenden Anteil und wurde ins NBA All-Defensive Second Team gewählt. Bei der Wahl zum Most Improved Player belegte er den vierten Platz. In den Playoffs scheiterten die Knicks das vierte Jahr in Folge an den Chicago Bulls, diesmal im Conference-Finale. In der Saison 1993/94 konnten die Bulls endlich bezwungen werden und New York zog ins Finale ein. Dabei spielte Starks eine sehr unglückliche Rolle. Nach fünf Spielen der Best-of-Seven-Serie führten die Knicks gegen die Houston Rockets 3:2. Im sechsten Spiel hatte Starks in der letzten Sekunde die Möglichkeit mit einem Dreier die Meisterschaft zu holen, wurde aber von Hakeem Olajuwon geblockt. Im entscheidenden siebten Spiel traf er nur mit zwei seiner 14 Würfe und trug so die Mitschuld an der Niederlage seiner Knicks. In dieser Saison hatte Starks seinen einzigen Auftritt im NBA All-Star Game. In den beiden folgenden Jahren spielte er konstant und stand fast immer in der Startaufstellung. In den Playoffs scheiterten die Knicks jeweils in der zweiten Runde an den Indiana Pacers und erneut an den Chicago Bulls. Zu Beginn der Saison 1996/97 verpflichteten die Knicks Allan Houston. Starks verlor damit seinen Platz in der Startaufstellung, meisterte seine Rolle als Einwechselspieler aber so gut, dass er den NBA Sixth Man of the Year Award erhielt. In der zweiten Runde der Playoffs verloren die Knicks diesmal gegen die Miami Heat. Auch in seiner letzten Saison für die Knicks begann Starks die meisten Spiele auf der Bank. In die Playoffs war wiederum in der zweiten Runde Schluss. Diesmal unterlagen die Knicks den Indiana Pacers. Nach der Saison wurde er mit Chris Mills und Terry Cummings im Austausch gegen Latrell Sprewell zu den Golden State Warriors getradet.
Nach seiner zweiten Saison bei den Warriors wechselte Starks im Rahmen einer Vereinbarung, an der auch die Philadelphia 76ers beteiligt waren, zu den Chicago Bulls. Die Bulls entließen ihn nach nur vier Spielen. Einige Monate später unterschrieb er als Free Agent bei der Utah Jazz, wo er seine Laufbahn nach zwei Jahren beendete, da ihm kein Team einen Vertrag für die Saison 02/03 geben wollte. Im Jahr 2004 veröffentlichte er seine Autobiografie John Starks: My Life.

## Statistik
Durchschnittliche Karriereleistung (Saisonbestleistung in Klammern dahinter)
| Minuten pro Spiel      | 27,2   | 34,9   | (1993/94) |
| Feldtrefferquote       | 41,2 % | 44,9 % | (1991/92) |
| Dreipunktetrefferquote | 34,0 % | 38,5 % | (1988/89) |
| Freiwurfquote          | 76,9 % | 83,3 % | (1999/00) |
| Rebounds pro Spiel     | 2,5    | 3,3    | (1998/99) |
| Assists pro Spiel      | 3,6    | 5,9    | (1993/94) |
| Steals pro Spiel       | 1,1    | 1,61   | (1993/94) |
| Blocks pro Spiel       | 0,12   | 0,28   | (1991/92) |
| Turnovers pro Spiel    | 1,77   | 3,12   | (1993/94) |
| Punkte pro Spiel       | 12,5   | 19,0   | (1993/94) |

## Spielweise
John Starks war vor allem als guter Dreipunktewerfer und Verteidiger bekannt. Insgesamt hat er in seiner Laufbahn über 1.200 Dreier erzielt.

## Privates
John Starks wurde am 10. August 1965 als eines von sieben Kindern seiner Mutter in Tulsa in Oklahoma geboren. Dort verbrachte er mit einer Unterbrechung von zwei Jahren sein Leben bis zum Alter von 23. Er ist verheiratet und hat drei Kinder.